# Рудник лигнита Радљево
Рудник лигнита Радљево je рудник лигнита који је у оквиру рударског басена "Колубара" који се налази у близини општине Уб. Рудник је пројектован 1976. године, а пуштен је у рад тек 2019. године.

## Историја
Да у Колубари има угља знало се још 1875. Иако се у то време за угаљ нико није интересовао, ипак изгледа да је у Колубари крајем деведесетих година 19. века ипак нешто рађено. У околини Уба, у селу Тврдојевцу, био је отворен и радио рудник који је вероватно угљем снабдевао неки парни млин у околини. Рудник лигнита Радљево налазио се у атару истоименог села, по коме је добио и име, у близи општине Уб. Први обимнији истражно-експоатациони радови завршени су тридесетих година 20. века. Повластица за овај терен издата је 1938. године инж.Станоју Путнику, али се иста 1938. води као неадекватна. Пред Други светски рад рудник је радио и произвео несто више од 14000 тона угља. Угаљ је до потрошача превожен железницом, преко утоварне станице у Бргулама.

## Припремне активности
Благовремено обављене припремне активности су основни предуслов за отварање копа и чишћење терена за припрему технолошког процеса експлоатације. Током 2018. године искрчено је око 1000 кубних метара шуме, а наредне 2019. још 1500, након чега је раскрчен и очишћен терен за припрему технолошког процеса експлоатације.Планском документацијом за зону утицаја површинског копа "Радљево" биће обухваћена територија шест катастарских општина укупне површине од око 7 180 хектара са око 5 000 становника или око 1700 домаћинстава (Попис 2002). 
- ПЛАН ГЕНЕРАЛНЕ РЕГУЛАЦИЈЕ ЗА ЗОНУ УТИЦАЈА ПОВРШИНСКОГ КОПА "РАДЉЕВО":

Планско подручје Плана генералне регулације обухвата: целе катастарске општине Радљево и Шарбане; дeо катастарске општине Каленић до границе Плана генералне регулације за подручје ТЕ "Колубара Б" - I фаза и део катастарске општине Бргуле у следећим границама: од међне тачке на граници КО Бргуле / КО Шарбане, по границама катастарских парцела у КО Бргуле, генерално, у правцу истока до некатегорисаног пута (прилаз реци Уб), испред групације кућа у засеоку Рупљане и даље је по том путу до прикључења на насељски асфалтни пут (саобраћајна веза између два месна гробља); кратко мења правац пратећи регулацију овог пута, иза кривине пресеца његов земљишни појас и даље је по границама парцела до изласка на земљишни појас државног пута II реда Уб – Бргуле; прати га са леве стране у правцу раста путне стационаже око 120 m, мења правац и по границама парцела излази на реку Пљоштаницу око 100 m од улива канала из ретензије "Кладница"; даље је по граници КО Бргуле / КО Каленић и граници КО Бргуле / КО Радљево до почетне тачке.
- Најзначајнију студијску и техничку документацију која се користи за израду Плана генералне регулације чине:

Студија избора ограничења и отварања радова "Јужно поље" и "Радљево" -претходна студија оправданости, 2008. Vattenfall Europe Mining AG, Рударско-геолошки факултет, Београд; и Идејни пројект са Студијом оправданости експлоатације угља на површинском копу "Радљево", 2010. (Vattenfall Europe Mining AG, Рударско-геолошки факултет, Београд).Поред документације која се односи на коп "Радљево" од значаја за израду Плана генералне регулације је и студијска и техничка документација која се односи на одређене инфраструктурне системе (ВС "Каленић", ретензије, аутопут Београд - Јужни Јадран и друге саобраћајнице и др.).

## Значај
Значај будућег копа „Радљево“ за „Колубару“ и „Електропривреду Србије“ изузетно је велики, с обзиром на то да ће производња угља са новог копа допринети сигурности производње угља и електричне енергије у термокапацитетима. Од угља из Рударског басена "Колубара" произведе се 52 одсто укупне електричне енергије у Србији. По прорачунима стручњака готово 60 година снабдевања угљем можемо да опчекујемо од овог копа, са проценом од око 13 милиона од чега би се седам милиона користило за нове термоелектране, а шест би заменило лигнит који се обезбеђује са других копова којима истиче век експлоатације, а први угаљ ће бити ископан 2022. године. 

### Роторни багер
Роторни багер СРС 1301 24/2.5, погонски број Г-10, стигао је у октобру 2019. Године на коп „Радљево“ са површинског копа „Д“. То је био најкомплекснији и најдужи транспорт у историји рударског басен Колубара. Роторни багер је прешао две пруге Београд- Бар и индустријску пругу, кретао се Ибраском магистралом, преко реке Колубаре и бројних далековода. Због своје масивности тежи око 1645 тона, багер се кретао свега 4 м/мин. Роторни багер СРС 1301 је основна машина којом ће се откопавати откривка нових количина угља на новом површинском копу „Радљево“.
- Роторни багер представља самоходну машину континуираног дејства намењену за откопавање јаловине и корисне супстанце на површинским коповима. Класификација роторних багера може се вршити по бројним и веома разноврсним конструкционим и технолошким обележјима. Сходно захтевима корисника, а у циљу задовољавања специфичних услова радне средине роторни багери се могу делити по намени, теоретском капацитету, специфичној сили копања, начину откопавања блока, начину усецања у блок, транспортног уређаја, типу роторне стреле...